# Мёртвый город (опера)
«Мёртвый город» (нем. Die tote Stadt, соч. 12) — опера в трёх актах австрийского композитора Эриха Вольфганга Корнгольда. Либретто написано композитором в соавторстве с его отцом, Юлиусом Корнгольдом, под псевдонимом Пауль Шотт, и основано на романе Жоржа Роденбаха «Мёртвый Брюгге» (1892). Премьера состоялась одновременно в Гамбурге и Кёльне 4 декабря 1920 года. Опера сочетает элементы позднего романтизма и раннего экспрессионизма, а её арии вошли в классический вокальный репертуар.

## История создания
- В 1916 году 19-летний Корнгольд начал работу над оперой под влиянием романа Роденбаха, где Брюгге символизирует траур и одержимость прошлым[1].
- Либретто написал его отец, скрывшийся под псевдонимом из-за опасений, что юный возраст композитора повредит репутации произведения[2].
- Премьера прошла под управлением Эгона Поллака (Гамбург) и Отто Клемперера (Кёльн). Успех был оглушительным: только в Венской опере за 1921—1924 годы опера выдержала 80 представлений[3].

## Сюжет
Действие происходит в Брюгге начала XX века. Главный герой Пауль, оплакивающий смерть жены Марии, встречает танцовщицу Мариетту, поразительно похожую на покойную. Его одержимость воспоминаниями приводит к трагическому конфликту между реальностью и иллюзией. В кульминации Пауль, осознав саморазрушительность своей страсти, покидает Брюгге.

## Музыка
Стиль: сочетание позднеромантической гармонии (влияние Малера и Штрауса) с кинематографичностью (Корнгольд позже стал пионером киномузыки в Голливуде).
Ключевые арии:
- «Mariettas Lied» («Песня Мариетты») — виртуозное сопрано с оркестровыми «всплесками»[4].
- «Glück, das mir verblieb» («Счастье, что осталось со мной») — дуэт, ставший хитом ещё до премьеры.

Оркестровка: использование челесты, арфы и расширенной группы медных для создания «призрачной» атмосферы.

## Постановки
- 1920-е: триумф в Вене, Берлине, Нью-Йорке[5].
- 1933—1945: запрещена в нацистской Германии как «дегенеративное искусство» из-за еврейского происхождения автора.
- 1975: возрождение в Санта-Фе с Джудит Нельсон в роли Мариетты.
- 2020: юбилейная постановка на Зальцбургском фестивале (дирижёр — Филипп Яновский)[6].

## Наследие
- Ария «Glück, das mir verblieb» исполнялась Рене Флеминг, Анной Нетребко, Йонасом Кауфманом.
- Влияние на саундтреки к фильмам «Приключениям Робина Гуда» и «Убийству в Восточном экспрессе», где Корнгольд использовал темы из оперы.
- В 2005 году Decca Records выпустила архивную запись 1975 года с Кёльнским филармоническим оркестром.